# Сімейна садова ділянка

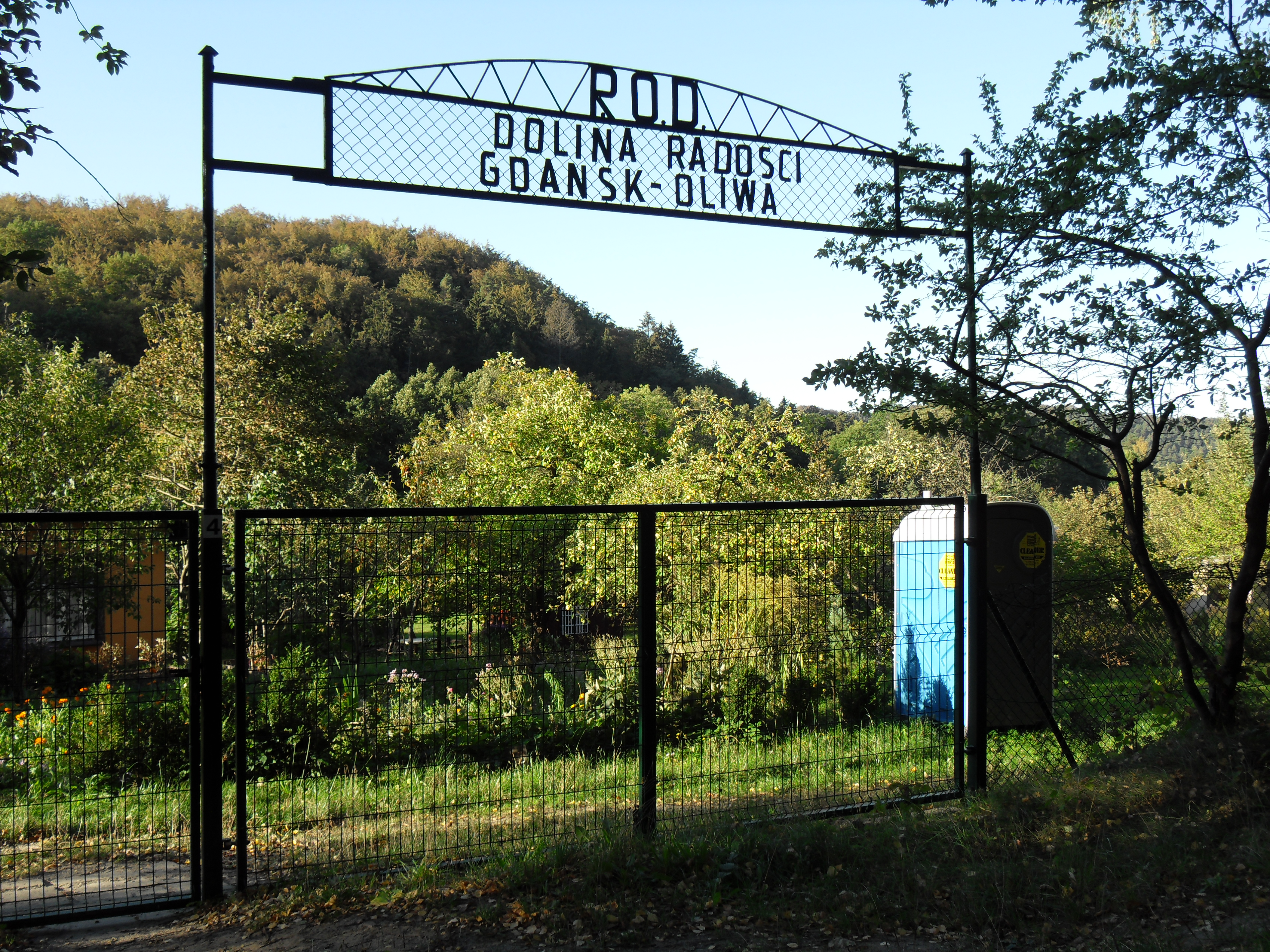
Садове товариство у Гданську - Олива

Сімейна садова ділянка (пол. Rodzinny Ogród Działkowy; скорочено ROD) - відповідно до польського Закону про сімейні садові ділянки від 13 грудня 2013 року , окрема територія або території, призначені для сімейних садових ділянок (ROD), що складаються з ділянок і спільної території, що служить для спільного використання власниками ділянок, облаштовані в інфраструктуру саду.
Сімейною садовою ділянкою керує садове товариство, а точніше правління ROD. Право на земельну ділянку повнолітня фізична особа набуває після укладення з цією особою договору оренди земельної ділянки та після винесення рішення колегії  ROD. Членство в товаристві не є умовою укладення цього договору. Садові ділянки були створені безпосередньо в результаті перетворення службових садових ділянок (пол. Pracowniczy ogród działkowy (POD) ) згідно з Законом про садові ділянки від 8 липня 2005 року . Перше садове товариство в Польщі (ROD «Łąpiele Słoneczne») було закладене в Ґрудзьондзі лікарем Яном Ялковським у 1897 році .

## Правова база
У 2012 році суттєва частина положень Закону від 8 липня 2005 р. про сімейні садові ділянки, зокрема монополія Польського зв'язку власників ділянок (PZD) на створення садових ділянок, обов’язок об’єднання садівників у PZD, звільнення PZD від податків та обов’язок передавати їм землю органами місцевого самоврядування Конституційний трибунал визнав неконституційним   . Згідно з рішенням Конституційного трибуналу оскаржувані положення Закону 2005 р. мали втрачати свою обов’язкову силу 21 січня 2014 р., за винятком ст. 10, який втратив чинність 20 липня 2012 року.
Рішення Конституційного Трибуналу стало поштовхом для створення нового нормативно-правового акту, який є основою для функціонування сімейних садових ділянок. 19 січня 2014 року набув чинності новий закон про сімейні садові ділянки, що скасовує закон 2005 року . Відповідно до нього сімейні садові ділянки перебувають у віданні садових товариств. У таку організацію перетворився також Польський зв'язок власників ділянок.
Питання садових ділянок, крім двох вищезгаданих актів, раніше регулювалися:
- Указ від 25 червня 1946 р. про наділ городів ( Dz.U. z 1946 r. nr 34, poz. 208 ), надаючи їм роль комунально-побутових установ [6]
- Закон від 9 березня 1949 р. про присадибні городи для службовців ( Dz.U. z 1949 r. nr 18, poz. 117 ), забезпечення садів лише працюючим [6]
- Закон від 6 травня 1981 р. про присадибні городи для службовців ( Dz.U. z 1981 r. nr 12, poz. 58, пізніше померла (тобто Dz.U. z 1996 r. nr 85, poz. 390, пізніше зі змінами)) (частини 2 та 3 статті 11 щодо ліквідації тимчасового саду та перетворення його на постійний сад залишаються в силі).

## Цілі функціонування ROD[7]
- задоволення дозвілля та рекреаційних потреб суспільства шляхом уможливлення вирощування садових культур
- покращення соціальних умов членів територіальних громад
- допомога сім'ям та людям, які опинилися у складній життєвій ситуації та вирівнювання їхніх шансів
- інтеграція багатопоколінної сім'ї, виховання дітей у здорових умовах та збереження активності та здоров'я пенсіонерів та пенсіонерів
- соціальна інтеграція осіб пенсійного віку та людей з інвалідністю
- відновлення забудованих територій для громад і природи
- охорона навколишнього середовища та природи
- вплив на покращення екологічних умов у комунах
- формування здорового середовища проживання людини
- створення умов для надання зелених насаджень місцевим громадам

## Кількість і розмір ROD

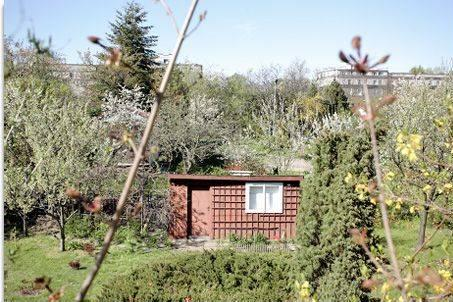
Присадибна ділянка, ROD "Obrońców Pokoju" у Варшаві

Зараз у Польщі майже 5000 сімейних садових ділянок. Вони займають площу майже 44 000 гектарів . У польських садах нараховується близько 966 тис. загосподарованих ділянок.

## Польські власники ділянок[8]
Відповідно до Закону про садові ділянки, власником наділу є повнолітня фізична особа, яка має право користування ділянкою у садовому товаристві на підставі права на ділянку  .
Ділянки в польських садових ділянках використовуються на практиці всіма соціальними та професійними групами. Власниками ділянки є робітники та службовці, пенсіонери, а останнім часом і безробітні. Серед професій популярними є земельні ділянки, якими користуються працівники важкої промисловості, але також цінують земельні ділянки працівники легкої промисловості, наприклад, у текстильній промисловості в Лодзі. Ділянки обробляють вчителі, військові, залізничники, працівники охорони здоров'я, чиновники, працівники невеликих установ і заводів, розкиданих по всій Польщі. Наразі найбільшу групу серед власників ділянок становлять пенсіонери – 46,9%, наступна група – робочі – 24%, значна група – «білі комірці» – 18,4%. Останнім часом серед власників ділянок зростає група безробітних, наразі 5%. На інші професійні групи припадає 5,1% наділів. На практиці ділянками користується набагато більше сімей і людей, тому що часто ділянка використовується кількома поколіннями, і як місце відпочинку, і як джерело здорового врожаю.